# Клингбайль, Рене
Рене Клингбайль (нем. René Klingbeil; 2 апреля 1981, Берлин, ГДР) — немецкий футболист и тренер, известный по выступлениям за «Боруссию» из Мёнхенгладбаха и «Гамбург». Главный тренер клуба «Карл Цейсс».

## Карьера
С 1998 года в системе «Боруссии». В 2000 году дебютировал за основную команду.
В 2003 году перешёл в «Гамбург». В сезоне 2006/07 сыграл в двух матчах Лиги чемпионов.
В 2007 году перешёл в норвежский «Викинг». За клуб провёл 15 матчей в норвежском чемпионате. Также выступал в матчах Кубка УЕФА.
В 2008 году подписал контракт с «Эрцгебирге», за который выступал до 2015 года. Провёл за команду 210 матчей в чемпионате Германии.
С 2015 по 2017 год выступал за «Карл Цейсс».
В июле 2017 года завершил карьеру игрока и возглавил клуб «1910 Лёсниц».